# Diocèse de Cuauhtémoc-Madera
Le diocèse de Cuauhtémoc-Madera (en latin : Dioecesis Cuauhtemocensis-Materiensis ; en espagnol : Diócesis de Cuauhtémoc-Madera) est un diocèse de l'Église catholique du Mexique, suffragant de l'archidiocèse de Chihuahua.

## Territoire

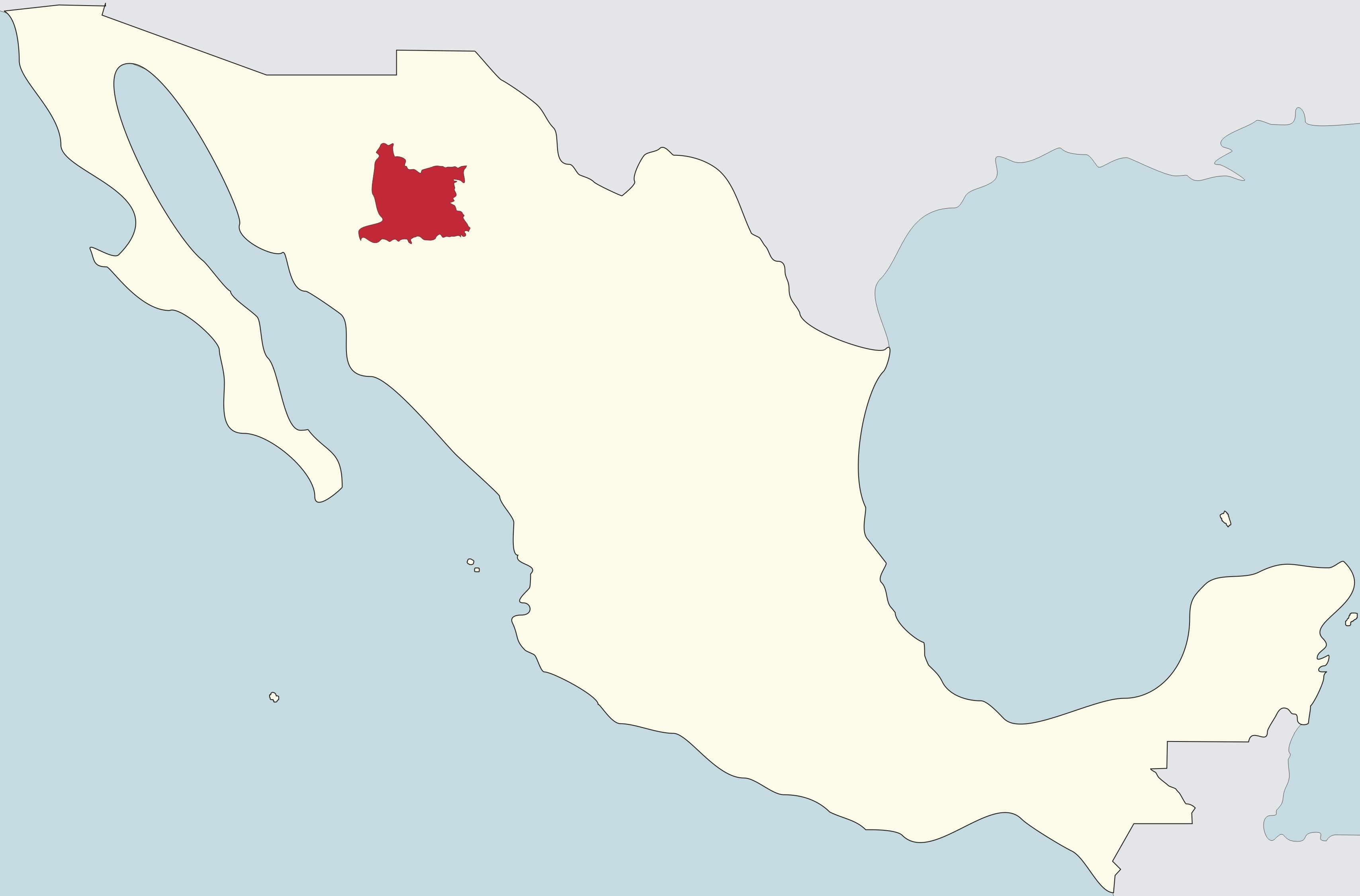
Le diocèse de Cuauhtémoc-Madera en rouge sur la carte du Mexique

Il comprend les municipalités de Bachiniva, Cuauhtémoc, Cusihuiriachi, Gómez Farías, Guerrero, Madera, Matachí, Moris, Namiquipa, Ocampo, Riva Palacio et Temósachi de l'État de Chihuahua ce qui correspond à un territoire d'une superficie de 37 405 km2 divisé en 29 paroisses.
Le siège épiscopal est dans la ville de Cuauhtémoc où est située la cathédrale Saint-Antoine-de-Padoue. À Madera se trouve la cocathédrale Saint-Pierre-Apôtre.

## Historique
La prélature territoriale de Madera est érigée le 25 avril 1966 par la constitution apostolique In Christi similitudinem du pape Paul VI en prenant une partie du territoire des diocèses de Ciudad Juárez et Ciudad Obregón et de l'archidiocèse de Chihuahua dont La prélature de Madera devient suffragante. 
Le siège épiscopal est placé dans la ville de Madera avec la cathédrale de saint Pierre apôtre.
Par le décret Quo aptius du 7 octobre 1982 de la congrégation pour les évêques, il cède la municipalité de Yécora au diocèse de Ciudad Obregón.
Le 17 novembre 1995, en vertu de la constitution apostolique Cum praelatura du pape Jean-Paul II, il s'agrandit en prenant une partie du territoire de l'archidiocèse de Chihuahua. Il est aussi élevé au rang de diocèse avec son nom actuel, à la suite du transfert du siège de Madera à Cuauhtémoc.

## Évêques
- Sede vacante (1966-1970)

- Justo Goizueta Gridilla, O.A.R (14 janvier 1970 - 2 février 1988)
- Renato Ascencio León (19 juillet 1988 - 7 octobre 1994) nommé évêque de Ciudad Juárez
- Juan Guillermo López Soto (17 novembre 1995 - 8 septembre 2021)
- Jesús Omar Alemán Chávez depuis le 7 décembre 2022